# Gradišnica
Gradišnica, tudi Vražja jama (kot tako jo je poimenoval Valvasor), je 201 m globoko kraško jamsko brezno, ki se nahaja na pobočju griča Gradišče (676 m) južno od naselja Logatec. 
Vhodno brezno je veliko 20 m x 40 m. 65 m visok prepad se nadaljuje proti severozahodu 130 m globoko in se konča s 160 m dolgo, 90 m široko in 51 m visoko Spodnjo dvorano. Na njenem dnu se nahajajo blatni sifonski rovi, po katerih tečejo vode iz Planinskega polja in nato prihajajo na dan v izvirih Ljubljanice pri Vrhniki. Ob visokih vodah vode zalijejo jamo okoli 60 m visoko.